# Simulium hongpingense
Simulium hongpingense är en tvåvingeart som beskrevs av Cheng, Luo och Yang 2006. Simulium hongpingense ingår i släktet Simulium och familjen knott. Inga underarter finns listade i Catalogue of Life.